# SeaWorld San Diego
SeaWorld San Diego é um parque temático animal, oceanário, aquário ao ar livre e parque mamífero marinho localizado em San Diego, Califórnia, Estados Unidos. O parque é propriedade do SeaWorld Entertainment.
O SeaWorld San Diego é um membro da Associação dos Zoológicos e Aquários (AZA). Ao lado da propriedade localiza-se o Instituto de Pesquisa Hubbs-SeaWorld, que conduz pesquisa sobre biologia marinha e fornece educação e divulgação sobre assuntos marinhos ao público geral incluindo informações em exibições do parque.

## História

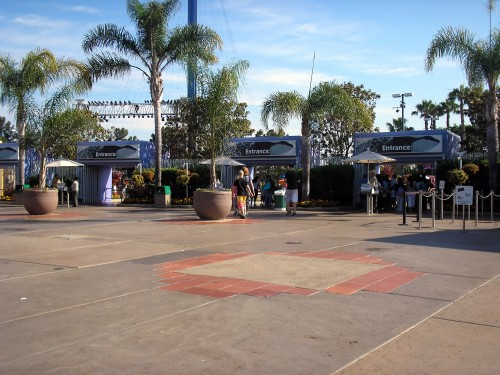
Entrada anterior substituída pelo Explorer's Reef em 21 de março de 2014.

O SeaWorld foi fundado em 21 de março de 1964 por quatro graduados da Universidade de Califórnia, Los Angeles. Embora sua ideia original de um restaurante subaquático não era factível na época, a ideia foi expandida em um parque zoológico marinho de 22 acres junto ao litoral de Mission Bay em San Diego. Após um investimento de cerca de $ 1,5 milhões, o parque abriu com 45 empregados, alguns golfinhos, leões marinhos e dois aquários com água salgada, atraindo mais de 400 mil visitantes no primeiro ano de funcionamento.
Inicialmente aberta como uma sociedade privada, o SeaWorld abriu seu capital em 1968, dando-lhe a possibilidade de se expandir e abrir outros parques. O segundo local do SeaWorld, o SeaWorld Ohio, foi aberto em 1970, seguido do SeaWorld Orlando em 1973 e SeaWorld San Antonio (o maior dos parques) em 1988. O SeaWorld Ohio mais tarde foi vendido ao Six Flags em janeiro de 2001. Os parques eram possuídos e operador por Harcourt Brace Jovanovich entre 1976 e 1989, quando eles foram adquiridos pela Anheuser-Busch. Após a Anheuser-Busch ser adquirida pela InBev, o SeaWorld San Diego e os restantes dos parques temáticos da empresa foram vendidos ao Blackstone Group em dezembro de 2009, que opera o parque através de sua divisão SeaWorld Parks & Entertainment.
O SeaWorld atualmente arrenda a terra da Cidade de San Diego, com o arrendamento vencendo em 2048. As exigências são de que o terreno deve ser usado como um parque mamífero marinho e que nenhum outro parque marinho pode ser operado pelo Sea World a 900 km dos limites da cidade.

## Atrações

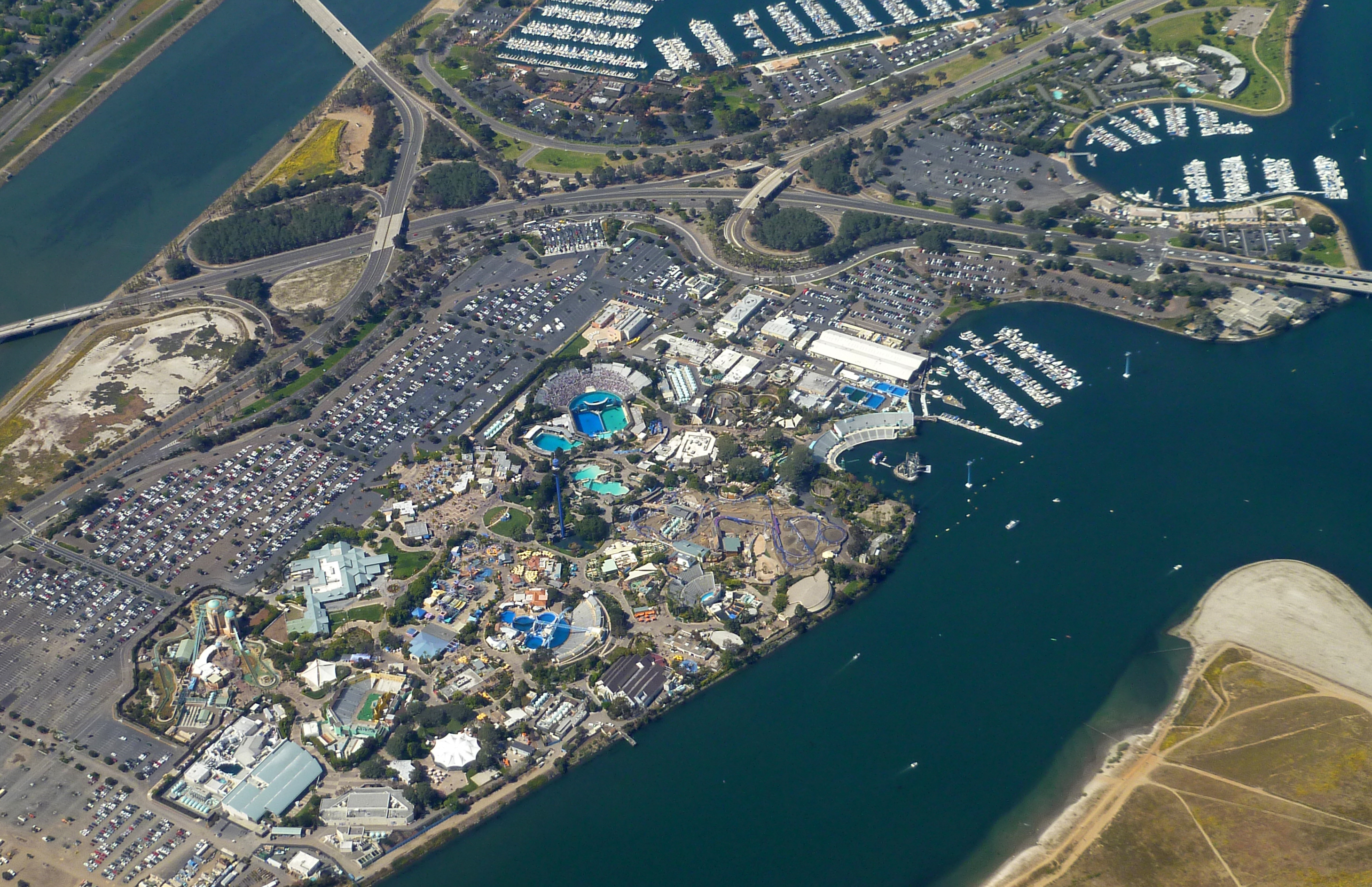
Foto aera do parque.

Em 31 de dezembro de 2012, havia 26 habitats de animais, 10 atrações, 20 shows, 2 playgrounds, 4 eventos especiais e 11 "experiências distintivas" (incluindo algumas experiências como o mergulho com golfinhos). Note-se que alguns dos shows podem variar de acordo com o dia e a época do ano, mas são contados como shows separados.

### Shows
- One Ocean (Shamu Stadium): Um show da Shamu que conta com as orcas do parque e seus treinadores.
- The Shamu Story (Shamu Stadium): Uma apresentação educacional sazonal que fornece fatos sobre as orcas e como elas são treinadas e cuidadas. Geralmente é apresentada durante dias da semana fora da alta temporada.
- Blue Horizons (Dolphin Stadium): Este show conta com golfinhos-nariz-de-garrafa, vários pássaros e baleias-piloto.
- Sea Lions LIVE (Sea Lion & Otter Stadium): Um show que satiriza programas de TV e que conta com leões-marinhos-californianos e lontras-anãs-orientais.
- Pets Rule (Pets Stadium): Um show que conta com cachorros, gatos e um pouco, uma variedade de pássaros exóticos, emus, patos e um canguru.
- Madagascar Live! Operation: Vacation (Mission Bay Theatre): Um show musical ao vivo que conta com cantores, dançarinos e música de rock/pop apresentada por uma banda ao vivo.
- Cirque de la Mer (Cirque Stadium): Cirque de la Mer leva os visitantes em uma jornada à ilha de Amphibia, onde anfíbios coloridos combinam suas características de humanos e criaturas do mar. Essas criaturas cativam o público com eles demonstrando suas habilidades sobre-humanas através de feitos acrobáticos de força e disciplina.[5]

### Bayside Skyride
Bayside Skyride é uma atração de gôndola de VonRoll type 101 de 1967 localizada no canto noroeste do parque que passa sobre a Mission Bay próximo à lagoa do "Cirque De La Mer" em um passeio de 6 minutos. Ela passa sobre parte da Mission Bay em duas torres de 24 metros, e pousa do outro lado antes de retornar para uma volta completa. O Sea World Skyride possui a maior distância entre torres de qualquer VonRoll Skyride já construído – 285 metros. De 1967 a 1988, o Skyride foi conhecido como Sea World Atlantis Skyride e levava os visitantes ao Sea World Atlantis Restaurant que se localizava no lado oposto da atração através da lagoa. Após o restaurante ser fechado, a atração permaneceu, mas levava os visitantes em uma volta completa, passando através da segunda estação ao invés de parar.

### Journey to Atlantis
Journey to Atlantis é uma mistura de canoa com montanha-russa. O barco deixa a estação e sobe a primeira subida, e quando chega no topo passa por uma pequena queda para ganhar um pouco de velocidade e virar a direita, levando à primeira torre. O barco então entra na torre e passa por uma queda em uma lagoa artificial abaixo.
Durante a próxima seção da atração, o barco viaja lentamente por um fluxo de água, faz uma curva à esquerda e se aproxima da segunda torre. Alto-falantes colocados do lado do fluxo revelam a história por trás de Atlantis. A segunda torre contém uma breve queda antes de entrar em um elevador com capacidade de dois barcos por vez. No elevador, uma projeção de golfinhos-de-commerson é mostrada, então uma baleia surge e faz o elevador subir. O barco lentamente sobe ao topo. Dentro da torre há mais detalhes de Atlantis.
No topo da subida, o barco deixa a torre e se prepara para o fim da queda. O barco então faz uma virada à direita de cerca de 270 graus, e sobe de volta em uma seção plana contendo alguns freios. A partir daqui, o barco desce outra queda e sobe levemente fazendo uma curva à esquerda antes de descer uma pequena queda em outra piscina de água. O barco então anda lentamente ao longo de um fluxo de água antes de fazer uma curva à esquerda e voltar à estação.
Na saída da atração há um grande aquário com gaviões-do-mar, raias-pintadas, raias-do-sul, e tubarões-leopardo.

### Madagascar Live! Operation: Vacation
Madagascar Live! Operation: Vacation é um show musical ao vivo que conta com cantores, dançarinos e música de rock/pop apresentada por uma banda ao vivo. Também conta com efeitos como fumaça e luzes.

### Antarctica: Empire of the Penguin
- Antarctica: Empire of the Penguin

### Dolphin Point
Antigamente conhecido como "Rocky Point Preserve", os populares golfinhos-narizes-de-garrafa ficam em exibição aqui em um complexo de várias piscinas onde os visitantes têm acesso livre para entrar em contato com os golfinhos. Os visitantes também podem interagir com os golfinhos durante apresentações agendadas com treinadores que lhes dão a oportunidade de tocar, alimentar e dar sinais para os golfinhos. O Dolphin Encounter e o Programa de Interação com Golfinhos também acontecem neste local. Vizinho ao Dolphin Point está  Otter Outlook, lar da lontra-californiana.

### SeaWorld Sky Tower
A Sky Tower é uma Gyro tower de 97 metros que foi construída em 1969. A atração foi reformada em 2007 com uma nova cápsula. Ela dá aos passageiros uma vista de seis minutos do SeaWorld e de San Diego. Ele sobe a uma velocidade de 45 metros/minuto enquanto gira lentamente (1,02 rpm). A atração conta com vistas de Mission Bay e partes de San Diego.

### Sesame Street's Bay of Play
Sesame Street's Bay of Play é uma área infantil interativa que foi aberta em 2008 e é baseada na série de televisão Sesame Street. A área inclui três atrações: Abby's Seastar Spin, uma atração de xícaras que giram, Elmo's Flying Fish, uma atração no estilo atração do "Dumbo" da Disney, e Oscar's Rockin' Eel, uma atração de barco tematizada com enguias.

### Shipwreck Rapids
Shipwreck Rapids é uma atração de corredeira rápida com tema de navio afundado em uma ilha deserta. Em um momento, os passageiros passam por uma exibição de tartaruga-marinha.

### Turtle Reef
Turtle Reef é uma atração que abriga mais de 60 tartarugas-marinhas em um aquário com uma variedade de peixes e outras criaturas.

### Wild Arctic
Wild Arctic é um simulador no Ártico em helicóptero gigante. Ele conta com a opção de entrar no simulador ou ir diretamente para as exibições do ártico selvagem. Após a atração, os visitantes podem observar os animais do Ártico tanto acima quanto abaixo da água. A primeira exibição conta com quatro baleias belugas adultas e, em 2010, um filhote de beluga. A segunda exibição conta com uma morsa macho e uma fêmea. A terceira exibição possui ursos-polares.
and does not feature trainer-performed feeding due to safety concerns.

### Riptide Rescue
Uma atração que gira localizada na saída da Turtle Reef.

### Manta
Em 26 de maio de 2012, o SeaWorld San Diego inaugurou uma nova atração chamada Manta, uma montanha-russa de lançamento da Mack que conta com dois lançamentos LSM de até 69 km/h acompanhados de um aquário de raias-morcego. Uma piscina para tocar as arraias, cirurgiões-brancos e Rhinobatos productus situa-se na entrada da atração enquanto dois aquários subterrâneos (para os passageiros e não-passageiros) podem ser acessados descendo escadas ou na fila. A Manta começa com uma experiência de mídia projetada de 270 graus no primeiro lançamento. O trem balança para frente e para trás em sincronização com o filme projetado de um recife de coral e escola de arraias. A atração de dois minutos e 850 metros conta com uma queda de 16 metros. O layout é caracterizado por várias curvas, quedas curtas mas abruptas e cruzamentos.

### Antigas atrações
- Sparkletts Water Fantasy Show: era um show de fontes de água. Ele foi substituído pelo Window to the Sea.
  - Window to the Sea: era uma apresentação educacional ao vivo sobre o ambiente e atividades de pesquisa do SeaWorld. Ele foi substituído pelo Pirates 4-D
    - Pirates 4-D: Era uma atração de filme 3D. Ele foi substituído pelo R.L. Stine's Haunted Lighthouse 4-D. Ele retornou mais tarde em 2010 e foi fechada novamente em 2012.
      - R.L. Stine's Haunted Lighthouse 4-D: Era uma atração de filme 3D baseada no livro da série [Goosebumps]]. Ele foi substituído por Lights, Camera, Imagination 4-D! (temporariamente substituído por Pirates 4-D in 2010)
        - Lights, Camera, Imagination 4-D!: Era uma experiência de filme em quatro dimensões para crianças com tema de Vila Sésamo, contando com Elmo e seus amigos. Os efeitos respingam no público, daí o título 4D. Alguns efeitos incluem jatos de água, chuva, explosões de ar, vibração, luzes e "ratos". O show foi fechado em novembro de 2012 e foi mais tarde substituído por Madagascar Live! Operation: Vacation
- Mission: Bermuda Triangle: Era uma atração de simulador "subaquático" que foi aberto em 1994 e era a primeira atração radical do parque a incluir exigência de altura mínima. A atração levava os visitantes dentro de um "submarino" em uma viagem pelo Triângulo das Bermudas em busca dos restos de um navio afundado. Em 1997, a atração foi fechada, expandida com a inclusão de exibições de animais, recebeu um novo tema, um novo filme e reabriu como Wild Arctic.
- Richfield Hydrofoil Boat Ride: Aberto em 1965, uma atração de barcos hydrofoil em Mission Bay. Os visitantes tinham de pagar uma taxa extra para experimentar esta atração. Ela posteriormente foi fechada na década de 1980. O cais da atração localizava-se próximo ao local atual do "Cirque De La Mer" Stadium.
- Shamu's Happy Harbor: Era um espaço infantil interativo que abriu em 1995. Em 2007, ele foi renovado com a inclusão de três atrações familiares e retematizado como Sesame Street Bay of Play.
- Theater of The Sea: Construído em 1964, era uma grande construção em forma de "cabana" que abrigava um show subaquático, contando com apresentadores na água vestidos de sereia. Após o show ser fechado, o tanque do teatro foi mais tarde convertido para se tornar um aquário de golfinhos-de-commerson. Com a abertura de Journey to Atlantis em 2004, os golfinhos foram removidos para um novo tanque mais próximo da atração, e o teatro foi posteriormente demolido para dar lugar à Manta.

## Exibições de animais

### Explorer's Reef
Explorer's Reef é a nova praça de entrada do SeaWorld, onde os visitantes entram no parque embaixo de uma grande escultura de onda e encontram um reino com temática do fundo do mar e atrações animais. Após um ano de planejamento e construção, o Explorer's Reef foi aberto em 21 de março de 2014 para coincidir com a estreia oficial de "Sea of Surprises"em comemoração ao aniversário de 50 anos do SeaWorld.

### Golfinhos
Há cinco espécies de golfinhos no SeaWorld San Diego: híbridos de golfinho comum, golfinhos-roazes do Atlântico e Pacífico, baleias-piloto-de-aleta-curta do Pacífico, e golfinhos-de-commerson. Os golfinhos-nariz-de-garrafa podem se intercalar entre Blue Horizons, Dolphin Point e Animal Care. Os golfinhos-de-commerson vivem no Animal Care. Há três baleias-piloto do Pacífico em Blue Horizons: Bubbles (F), 9Lives (também conhecido como Shadow) (F), e Argo (M), um Pilot Whale macho de Kamogawa Sea World que foi resgatado em 2004.
Animal Care: Belle (M), Razzle (M), Ripley (F), Daphne (F), Maguire (F) e Bugs (F).
Animal Care: golfinhos-de-commerson - Juan (M), Betsy (F) e Ringer (F)
Dolphin Point / Dolphin Interaction Program: Gracie (F), Crunch (M), Cometta (F), Kolohe (F), Cascade (F), Dottie (F), Steime (F), Tobie (F), Beaker (F), Kali (F), Avalon (F), Montenegro (M), Constance (F), Rain (M) e Lanikai (F).
Dolphin Stadium (Blue Horizons): Sandy (F), Melanie (F), Purina (F), Malibu (F), Corona (F), Sadie (F), Zana (F), Venus (F), Captain (F), Kailani Koa (F), Cocoa (F) and Bodie (M).
Dolphin Stadium (Blue Horizons): Pacific short-finned pilot whales - Bubbles (F), 9Lives (F) e Argo (M).
- Bullet (F) era o único híbrido (golfinho-nariz-de-garrafa do Atlântico/golfinho-comum-de-bico-longo) no SeaWorld CA. Ela possui um meio-irmão que vive no Discovery Cove chamado CJ (M).

### Orcas

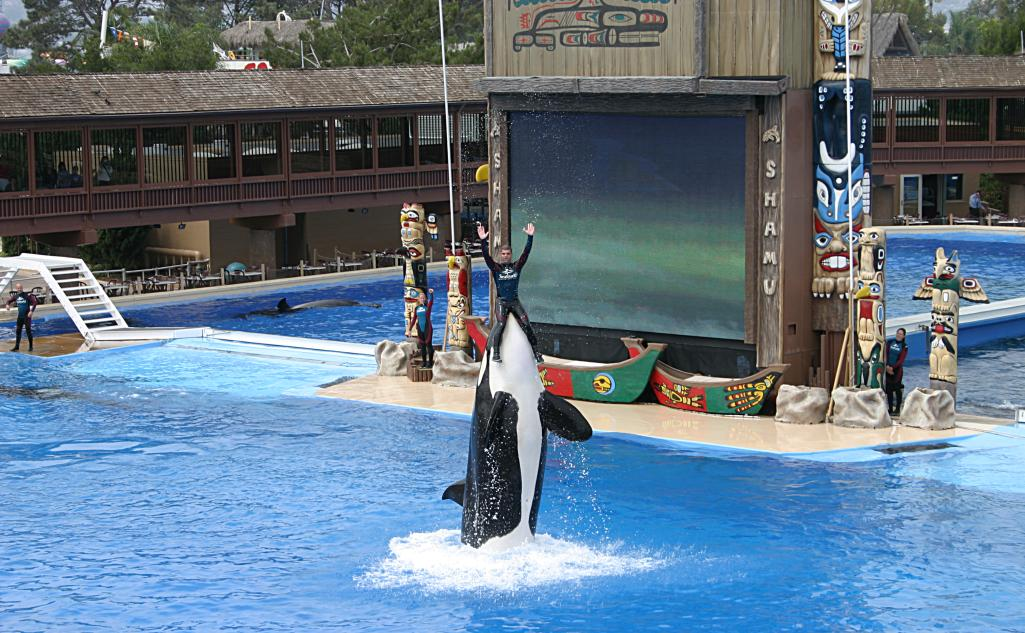
Corky apresentando "The Shamu Adventure". O palco do Shamu Stadium foi desde então reprojetado para acomodar o novo show "Believe" (5 de julho de 2004)

As principais atrações do SeaWorld são as orcas, dez das quais sendo abrigadas em um habitat de 7 milhões de galões conhecido como Shamu Stadium. Shamu foi o nome da primeira orca trazida ao SeaWorld San Diego em 1965. "Shamu" é hoje usado como nome artístico para orcas adultas em apresentações nos parques SeaWorld. Cada orca possui um nome individual.
As orcas do parque são apresentadas no show 'One Ocean (show diurno) e Shamu’s Celebration: Light Up The Night (que estreou em 21 de junho de 2014), The Shamu Story (apresentação educacional sazonal) e Shamu's Christmas (show de férias).
Dez orcas vivem no SeaWorld San Diego: Corky (F), Kasatka (F), Ulises (M), Orkid (F), Keet (M), Shouka (F), Nakai (M), Ikaika (M), Kalia (F), Makani (M), Amaya (F). Kalia deu à luz em 2 de dezembro de 2014 sua primeira filha Amaya. O pai do filhote é Ulises.

#### Projeto Blue World
Em 15 de agosto de 2014, o SeaWorld anunciou o Projeto Blue World, uma grande renovação de todos os três habitats de orcas dos parques SeaWorld. O projeto começará com o SeaWorld San Diego em 2015 está programado para ser concluído por volta de 2018 com um custo de centenas de milhões de dólares. A empresa também destinou $ 10 milhões de fundos para pesquisas sobre orcas.
Características do habitar Blue World do SeaWorld San Diego:
- 15 metros de profundidade
- 1,5 acre de área de superfície
- The SeaWorld "Water Treadmill," uma rápida corrente de água que permite às orcas nadar na água em movimento
- Uma galeria de observação de quatro andares de altura
- Mais de 105 metros de comprimento
- A maior experiência de observação subaquática de orcas do mundo
- 10 milhões de galões de água salgada

### Morsas do Pacífico
SeaWorld conta com morsas em Wild Arctic. Em 1º de maio de 2003, uma morsa fêmea nascida em cativeiro chamada Kaboodle (Pai: Obie & Mother: Kitkatska) foi transferida ao SeaWorld Orlando em novembro de 2011. O último nascimento de sucesso no SeaWorld San Diego foi o de um macho chamado Dozer (Pai: Illiyak & Mother: Tumuk) em 21 de junho de 1993 que foi transferido para o SeaWorld Orlando.
Wild Arctic: Seahook (F)

### Pinguins
SeaWorld's Penguin Encounter conta com mais de 300 pinguins representando sete espécies diferentes: Emperors, Kings, Gentoos, Macaroni's, Adelies, Magellanics e Humboldts. Ele é um dos poucos locais no mundo onde os pinguins-imperadores são mantidos em cativeiro, incluindo um programa de nascimento em cativeiro de sucesso. Os pinguins não recebem nome e são identificados por braceletes coloridos, com cada cor representando um número.

### Belugas
Wild Arctic abriga cinco belugas: Ferdinand (M), Allua (F), Klondike (M), Pearl (F) e Atla (F). As belugas também compartilham sua exibição com algumas focas do Pacífico. As belugas do parque participam regularmente do Programa de Interação com Belugas e Wild Arctic Up-Close Tours.

### Ursos polares
A exibição  Wild Arctic do SeaWorld atualmente abriga dois ursos polares chamados Snowflake (F) e Szenja (F). Snowflake, nascido em 28 de novembro de 1995 veio do Zoológico de Buffalo em Nova Iorque. O outro urso-polar do parque, Szenja, recentemente retornou de um empréstimo para procriar no Zoológico de Pittsburgh. A exibição de ursos polares é a única exibição que não é de peixes a ter peixes vivos no aquário.

### Lontras
O SeaWorld abriga duas diferentes espécies de lontras: lontras-marinhas, que vivem na exibição Otter Outlook, e lontras-anãs-orientais, que se apresentam nos shows de leões marinhos e lontras do parque e vivem na exibição Animal Connection.
Lontras do mar: Clover (F), Mocha (F), Coco (F) e Sina (F).
Lontras do rio (Animal Connections): Buffy (F) e Zander(M).
Lontras do rio (Sea Lion Stadium): Judy (F), Fred (M), Willow (M), Min (F), Desi (M), Sun (F), Leo (M), Giselle (F) e Hana (F).

### Leões-marinhos californianos
O parque abriga leões-marinhos californianos em seu show de leões-marinhos bem como na exibição de Pacific Point.
Sea Lion Stadium: Duke (M), Jorge (M), Harvey (M), Victor (M), Kiawe (M), Murdoch (M), Jay (M), Tank (M), Diesel (M), Ozzy (M) e Chinook (M).

## Público
| 2003      | 2004      | 2005 | 2006      | 2007      | 2008      | 2009      | 2010      | 2011      | 2012      | 2013      | Posição mundial |
| --------- | --------- | ---- | --------- | --------- | --------- | --------- | --------- | --------- | --------- | --------- | --------------- |
| 4 000 000 | 4 000 000 | N/A  | 4 260 000 | 4 260 000 | 4 147 000 | 4 200 000 | 3 800 000 | 4 294 000 | 4 444 000 | 4 311 000 | 22              |

## Aquatica
Assim como o SeaWorld Orlando & San Antonio, o SeaWorld San Diego também inclui um parque aquático chamado Aquatica. O SeaWorld Entertainment comprou um dos parques aquáticos "Knott's Soak City", da Cedar Fair, no final de 2012. Em 2013, o parque aquático abriu como Aquatica San Diego. O parque se localiza a aproximadamente 35 km de seu parque-irmão, em Chula Vista, Califórnia.